# Denys Cowan
Denys Cowan (30 de janeiro de 1961) é um desenhista de histórias em quadrinhos americanas. Em 1988 e em 1989 foi indicado ao Eisner Award de "Melhor Equipe de Arte", ao lado do arte-finalista Rick Magyar, com quem trabalhava na revista Question, roteirizada por Dennis O'Neil e protagonizada pelo super-herói de mesmo nome. A série reformulou o personagem, tornando-o um dos mais relevantes da editora e teve trinta e seis edições.
Em 1993, Cowan se uniu a Derek Dingle, Michael Davis, Christopher Priest e Dwayne McDuffie pra estabelecer a Milestone Media, uma empresa integralmente gerida por afro-americanos e cuja linha de quadrinhos tinha por objetivo aumentar a representatividade de minorias. Dentre os personagens criados, estava o herói adolescente Static, que foi alvo de uma bem-sucedida série animada intitulada "Static Shock", e Icon, um alienígena negro cuja origem e poderes serviam de analogia a Superman. Em Worlds Collide, um evento crossover em que os dois personagens se encontrariam, essa analogia foi utilizada para explorar a história do racismo nos Estados Unidos e tratou da questão do "privilégio branco" décadas antes do assunto começar a ser discutido seriamente pela mídia.